# نادي الاتحاد موسم 2019–20
نادي الاتحاد السعودي موسم 2019-20 هو الموسم الرابع والأربعون على التوالي في في الدوري السعودي لكرة القدم والعام الثالث والتسعين منذ تأسيسه 1927. شارك النادي في دوري المحترفين السعودي وكأس الملك ودوري أبطال آسيا 2019 وكأس العرب للأندية الأبطال.
يغطي الموسم الفترة من 1 يوليو 2019 إلى 30 يونيو 2020.

## اللاعبون

### معلومات الفريق
آخر تحديث 20 أغسطس 2019.
ملاحظة: تشير الأعلام إلى المنتخب الوطني على النحو المحدد في قواعد الأهلية للفيفا. قد يحمل اللاعبون أكثر من جنسية واحدة غير تابعة للفيفا.
| الرقم | البلد     | المركز | اللاعب               |
| ----- | --------- | ------ | -------------------- |
| 1     | السعودية  | حارس   | راكان النجار         |
| 2     | السعودية  | مدافع  | عبد الله العمار      |
| 3     | السعودية  | مدافع  | طارق عبد الله        |
| 6     | السعودية  | وسط    | خالد السميري         |
| 7     | السعودية  | وسط    | جابر مصطفى           |
| 9     | صربيا     | مهاجم  | ألكسندر بريوفيتش     |
| 10    | تشيلي     | وسط    | كارلوس فيلانويفا     |
| 11    | الأرجنتين | وسط    | إميليانو فيشيو       |
| 12    | السعودية  | حارس   | عساف القرني          |
| 14    | السعودية  | مدافع  | زياد الصحفي          |
| 17    | المغرب    | مدافع  | مروان دا كوستا       |
| 19    | تشيلي     | وسط    | لويس أنتونيو خيمينيز |
| 20    | المغرب    | وسط    | كريم الأحمدي         |
| 21    | السعودية  | مدافع  | عبد المحسن فلاته     |
| 22    | السعودية  | حارس   | فواز القرني          |

| الرقم | البلد    | المركز | اللاعب              |
| ----- | -------- | ------ | ------------------- |
| 23    | السعودية | وسط    | عبد الرحمن العبود   |
| 24    | السعودية | مدافع  | عمار الدحيم         |
| 25    | السعودية | حارس   | أمين بخاري          |
| 26    | السعودية | مهاجم  | عبد العزيز العرياني |
| 27    | السعودية | مدافع  | حمدان الشمراني      |
| 28    | السعودية | وسط    | عصام المولد         |
| 31    | السعودية | مدافع  | منصور الحربي        |
| 33    | السعودية | مهاجم  | عمر الجدعاني        |
| 34    | البرازيل | حارس   | مارسيلو غروهي       |
| 49    | السعودية | مهاجم  | عبد الرحمن الغامدي  |
| 66    | السعودية | مدافع  | سعود عبد الحميد     |
| 70    | السعودية | مهاجم  | هارون كمارا         |
| 77    | السعودية | وسط    | عبد العزيز البيشي   |
| 88    | السعودية | وسط    | عبد الإله المالكي   |
| 90    | البرازيل | مهاجم  | رومارينيو           |

### على سبيل الإعارة
ملاحظة: تشير الأعلام إلى المنتخب الوطني على النحو المحدد في قواعد الأهلية للفيفا. قد يحمل اللاعبون أكثر من جنسية واحدة غير تابعة للفيفا.
| الرقم | البلد    | المركز | اللاعب                                           |
| ----- | -------- | ------ | ------------------------------------------------ |
| 16    | السعودية | وسط    | حسين الهاجوج (في نادي العدالة حتى 30 يونيو 2020) |
| 30    | السعودية | مدافع  | عون السلولي (في نادي الفيحاء حتى 30 يونيو 2020)  |
| 45    | صربيا    | مهاجم  | أليكساندر بيشيتش (في نادي سول حتى 30 يونيو 2020) |

| الرقم | البلد        | المركز | اللاعب                                            |
| ----- | ------------ | ------ | ------------------------------------------------- |
| 55    | السعودية     | وسط    | ساهر السريحي (في نادي النجوم حتى 30 يونيو 2020)   |
|       | الرأس الأخضر | وسط    | غاري رودريغيس (في نادي فنربخشة حتى 30 يونيو 2021) |

## الانتقالات والإعارات

### انتقالات داخلية
| تاريخ الدخول  | المركز | الرقم | اللاعب            | من نادي        | الرسوم     | المراجع |
| ------------- | ------ | ----- | ----------------- | -------------- | ---------- | ------- |
| 12 مايو 2019  | مدافع  | 27    | حمدان الشمراني    | الفيصلي        | $3,200,000 | [ 4 ]   |
| 2 يوليو 2019  | وسط    | 88    | عبد الإله المالكي | الوحدة         | غ/م        | [ 5 ]   |
| 4 يوليو 2019  | وسط    | 23    | عبد الرحمن العبود | الاتفاق        | $3,200,000 | [ 6 ]   |
| 10 يوليو 2019 | وسط    | 11    | إميليانو فيشيو    | سانتوس         | مجانًا      | [ 7 ]   |
| 10 يوليو 2019 | وسط    | 19    | لويس خيمينيز      | بالستينو       | مجانًا      | [ 8 ]   |
| 14 يوليو 2019 | مدافع  | 21    | عبد المحسن فلاته  | القادسية       | غ/م        | [ 9 ]   |
| 17 يوليو 2019 | مهاجم  | 70    | هارون كمارا       | القادسية       | $5,865,000 | [ 10 ]  |
| 1 يناير 2020  | وسط    | 83    | ليوناردو جيل      | روزاريو سنترال | $1,500,000 | [ 11 ]  |

### انتقالات خارجية
| تاريخ الخروج   | المركز | الرقم | اللاعب           | إلى نادي | الرسوم | المراجع |
| -------------- | ------ | ----- | ---------------- | -------- | ------ | ------- |
| 30 مايو 2019   | مدافع  | 32    | عمر المزيعل      | الفيحاء  | مجانًا  | [ 12 ]  |
| 1 يوليو 2019   | مدافع  | 13    | أحمد عسيري       | التعاون  | مجانًا  | [ 13 ]  |
| 6 يوليو 2019   | مدافع  | –     | عبد الرحمن الريو | الوحدة   | مجانًا  | [ 14 ]  |
| 12 يوليو 2019  | مدافع  | 21    | محمد ريمان       | الرائد   | مجانًا  | [ 15 ]  |
| 13 يوليو 2019  | وسط    | 15    | جمال باجندوح     | فرازدين  | مجانًا  | [ 16 ]  |
| 22 أغسطس 2019  | مدافع  | 5     | ماثيو جورمان     |          | معتوق  | [ 17 ]  |
| 31 أغسطس 2019  | وسط    | 7     | جابر مصطفى       | الوحدة   | غ/م    | [ 18 ]  |
| 18 سبتمبر 2019 | وسط    | 19    | لويس خيمينيز     |          | معتوق  | [ 19 ]  |

### إعارات خارجية
| تاريخ البدء   | تاريخ الانتهاء | المركز | الرقم | اللاعب        | إلى نادي | الرسوم | المراجع |
| ------------- | -------------- | ------ | ----- | ------------- | -------- | ------ | ------- |
| 13 يوليو 2019 | نهاية الموسم   | وسط    | 23    | غاري رودريغيس | فنربخشة  | لا شيء | [ 20 ]  |
| 1 أغسطس 2019  | نهاية الموسم   | مدافع  | 30    | عون السلولي   | الفيحاء  | لا شيء | [ 21 ]  |
| 31 أغسطس 2019 | نهاية الموسم   | وسط    | 16    | حسين الهاجوج  | العدالة  | لا شيء | [ 22 ]  |
| 31 أغسطس 2019 | نهاية الموسم   | وسط    | 55    | ساهر السريحي  | النجوم   | لا شيء | [ 23 ]  |